# 人権屋
人権屋（じんけんや）とは、社会運動・刑事裁判等において人権の擁護を主張している個人や団体に対して用いられる蔑称であり、そのうち「人権」の概念を自分に都合の良いように、あるいは自己の権益に繋げようという意図をもって曲解・濫用しているという消極的なニュアンスの言葉である。このような蔑称が用いられる背景には、同和利権のような権利としての人権の悪用・乱用、「人権」という概念に対する認識と解釈差異・二重基準への批判がある。

## 人権屋の例とされるもの

### 犯罪加害者に対する過剰な擁護
日本において、凶悪な犯罪の加害者の擁護者に対し、その主張が理不尽であるとする場合に用いられる。
例えば、刑事裁判において凶悪犯罪の疑いで起訴された被告人を担当する弁護士は、何らかの要素をもって刑の減軽を試みることが多い。刑事裁判における弁護人はあくまで被告人の権利の保障をする立場であり、被告人の人権（利益）を第一として行動するのが近代刑事司法システム上の責務であることから、これは業務上の当然の行為であるが（刑事訴訟法に基づき、必要的弁護事件では被告弁護人ポストが空席の場合刑事裁判は進行することが出来ない）、被害者側に感情移入する側からは「人権」を自らの都合のいいように曲解しているとして批判される場合がある。
しかし、刑事裁判の目的は適正手続と適正科刑の両立であり、法システム自体が「被告人の人権」を守ることを前提としている。これは歴史的に見ても刑事裁判が権力者により悪用されてきたという背景があるためである。そのため、刑事訴訟の場において被告人の本来的な人権を様々なシステムを用いてでも守ることは当然であり、弁護士が被告人の本質的な人権を保護することもまた正当な業務である。犯罪被害者の立場に立った感情的批判による「人権屋」という概念は、往往にして、通常保護されるべき権利をも否定するものになりやすい。被告人が有する本来的な権利との区別を十分に検討することが重要である。また、悪意を持った弁護士の追及する「人権（利益）」と、本来的な弁護士が追求する「人権」という概念を冷静に区別することも重要である。
「人権屋」と非難される場合、“過剰な加害者擁護は、場合によっては事件の被害者（ひいては、被害者となりうる国民全体）の人権を侵害しかねないものであり、大局的なバランスを欠く”という意見と共に用いられる場合が多い。
だが被告人の有する本来的な人権を過剰に擁護したとしても、それが直ちに事件の被害者の人権を侵害するということはできない。
法理念上、被告人の利益と被害者の利益は別個のものであり、ともに保障されるべきものである。刑事訴訟法学の歴史的経緯において被告人の利益を守ることが重要課題とされてきたため、事件の被害者の人権を守る法整備が未発達であるという社会的背景がある。人権を擁護する弁護活動が“直接的に”被害者の人権を侵害するとすることはできず、注意を要する。慎重かつ冷静な判断が重要である。
弁護士は日本弁護士連合会（日弁連）への加入が義務となるが、当の日弁連が死刑廃止のスタンスを主張しており（一応思想などの派閥は存在する）、犯罪加害者を弁護する者がすべて人権屋であると取られかねない状況になっているのも現状である。ただし当然の事であるが、弁護士にも個々で様々な思想・信条が存在する為、犯罪加害者を弁護する弁護士がすなわち人権屋ではない事に留意すべきである。

### 心神耗弱による減刑・心神喪失による無罪放免
凶悪犯罪を起こした被告人（殊外国人）を「犯行時は心神喪失状態だった」といって精神鑑定を受けさせ、責任能力の有無を争点とすることで無罪判決を得ようという法廷戦略が行われるケースが多い。こうすることで、たとえ鑑定結果が正常だとされても裁判の大幅な引き延ばしに繋げる事ができる。故意・過失によって心神喪失状態に自ら陥ったと証明出来ない限りは、損害賠償責任を負わないので、被害者が損害賠償を請求することも出来ない。加害者家族にも監督義務を果たしていなかったことを証明出来ない限り賠償請求出来ないので、実質被害者側が賠償金を得ることは不可能である。
しかし、精神鑑定の議論で重要なことは、“本当に被告人が心神喪失・心神耗弱であったのか”ということである。精神鑑定を受けさせること自体にはなんら問題はないことに注意を要する。そもそも、刑法の理念上、犯罪の定義（構成要件該当性、違法性、責任）のうち、責任が真に欠ければ犯罪ではない（＝犯罪不成立）、という“責任なければ刑罰なし”という刑法の原則から、真に責任能力のない者に対して無罪判決を下すことは法的には当然のことである。したがって、精神鑑定の結果、殺傷事件や性犯罪を犯した者が心神喪失・耗弱で無罪になったとしても、被害者感情・被害者親族感情・一般世論の納得が得難いものの法的には問題はない。
2005年12月6日、香川県高松市香川町のレストランの駐車場で昼食を終えた20代男性が、見ず知らずの男に包丁で刺される通り魔殺人で死亡した。その後、犯人が統合失調症で付近の病院の精神科に入院中で、社会復帰に向けた訓練で一時外出直後である20分後に起きていた。遺族夫婦によると加害者に下された懲役25年の判決は、重篤な統合失調症の患者であると裁判でも認定された上で、犯罪を計画する意志能力と、犯罪後に自分自身の責任を認識する事理弁識能力が認められて、心神耗弱ではあるが責任能力があり「懲役25年の判決が確定したことは画期的だった」と述べている。遺族によると過去の判決事例であれば、本人の計画性や認識能力などは一切検討されず、「重篤な統合失調症の患者である」との診断書だけで「心神喪失で責任能力を問えないので、無罪」とされていた人物であった。日本の司法では余りにも安易に、「統合失調症=心神喪失」の公式が乱用されており、医師の診断書でそのまま無罪放免されてきた日本の実状を述べている。僅かな面接で安易に統合失調症の診断書を書く医師、医師自らが診察せずに補助スタッフに問診をさせて統合失調症の診断書を書いたとする事例がある。このように殺人者でも「麻薬の誤用で、混乱状態だったので心神喪失」、「深酒を飲んで、殺害当時酩酊していたので心神喪失」で心神喪失理由に責任が一切問えずに野放なしになってきたと糾弾している。息子を殺害した男に対する懲役25年の判決確定後に、「統合失調症の患者に懲役25年の判決が確定した」と言うと弁護士らから「あなたは間違っています。あなたが統合失調症と言っているだけで、裁判官は病気か寛解しているから、25年の判決を下したのですよ。誤解してはいけません。」と言われて驚愕したことを明かしている。加害者の男に刑事裁判では懲役25年の判決が出た後、被害者の両親は病院の管理責任を問う民事裁判を起こした。民事裁判の一審に続き、2016年に二審でも棄却された原告である被害者の母親は、記者会見で「本当に情けないです。10年がんばりましたけど、あんたら市民はね、いつでも死んでもいいんだよってそう言われた気がします」と指摘した。
法的にも“人権屋”と批判されても反論できないのは、“本当は心神喪失・耗弱状態ではなかったのに、悪意を持って精神鑑定を利用する”ことをした場合の時のみであることに留意すべきである。元裁判官の高橋隆一も、他数の裁判官と一般世論に乖離があることを認め、たとえ責任能力がなく、刑事罰を与えることはできなくても、精神科病院に入院させて一生出さないなどの措置が必要なのではないかと思っていることを明かしている。